# Ленинградский проспект (Выборг)
Ленинградский проспект — один из пяти проспектов Выборга, второй по значимости после проспекта Ленина. Ориентирован на железнодорожный вокзал, пролегая от ул. Морская Набережная до Вокзальной площади. Проспектом разделяется на части парк имени Ленина — центральный парк города. Исторически относящийся к проспекту проезд к Выборгскому заливу у бастиона Панцерлакс в настоящее время находится на закрытой территории Выборгского хлебокомбината.

## История
Во второй половине XIX века в соответствии с генеральным планом, разработанным в 1861 году выборгским губернским землемером Б. О. Нюмальмом, были снесены устаревшие укрепления Каменного города и Рогатой крепости, и на освободившейся территории проложен новый проспект, призванный связать Северную гавань, вблизи от которой вскоре расположился железнодорожный узел, и Южную гавань — главные морские ворота Выборга.
Стройматериалы от разобранных куртин Рогатой крепости были использованы для засыпки части бухты Салакка-Лахти, простиравшейся до площади Красного колодца. А на отвоёванных у залива землях была проложена Александровская перспектива (швед. Alexandersperspektiv), названная в честь императора Александра II. 
Первоначально улица выходила непосредственно к Северной гавани, но после ввода в эксплуатацию в 1870 году новой Финляндской железной дороги Санкт-Петербург — Гельсингфорс по набережной от Выборгского вокзала до Южной гавани в 1893 году была проложена железнодорожная ветка для перевозки товаров пришвартованных судов, в связи с чем береговая линия отступила от красной линии улицы и приобрела округлые ковшеобразные очертания. На небольшом угловом участке между улицей и бухтой, образовавшемся после закругления береговой линии, разбили сквер, главной достопримечательностью которого была скульптура «Маленький рыбак» работы Микко Хови, установленная в 1924 году. 

План 1861 года, согласно которому проложен проспект
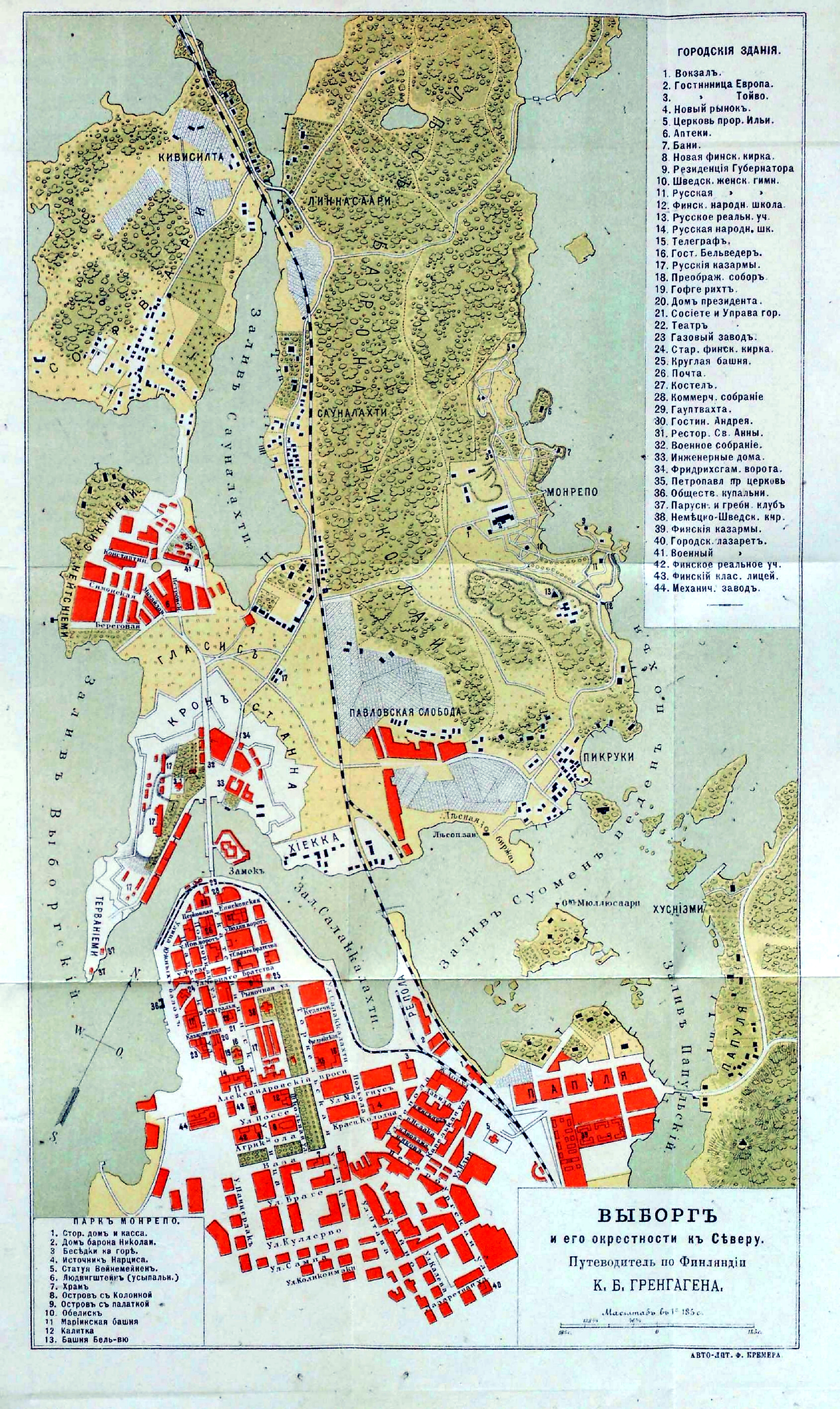
На плане 1905 года береговая линия приобрела округлые очертания, по набережной через проспект проложена железнодорожная ветка
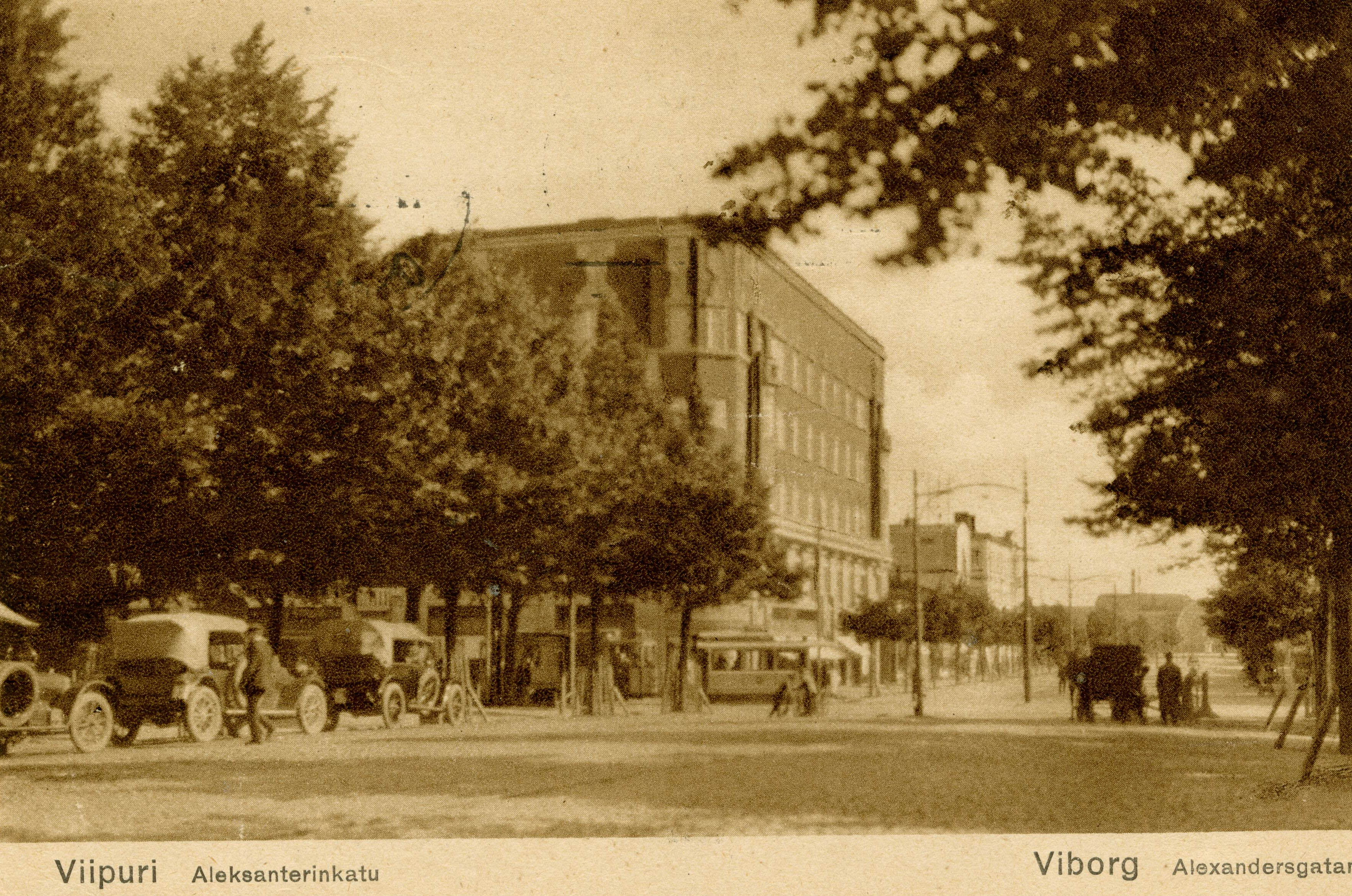
На открытке 1925 года
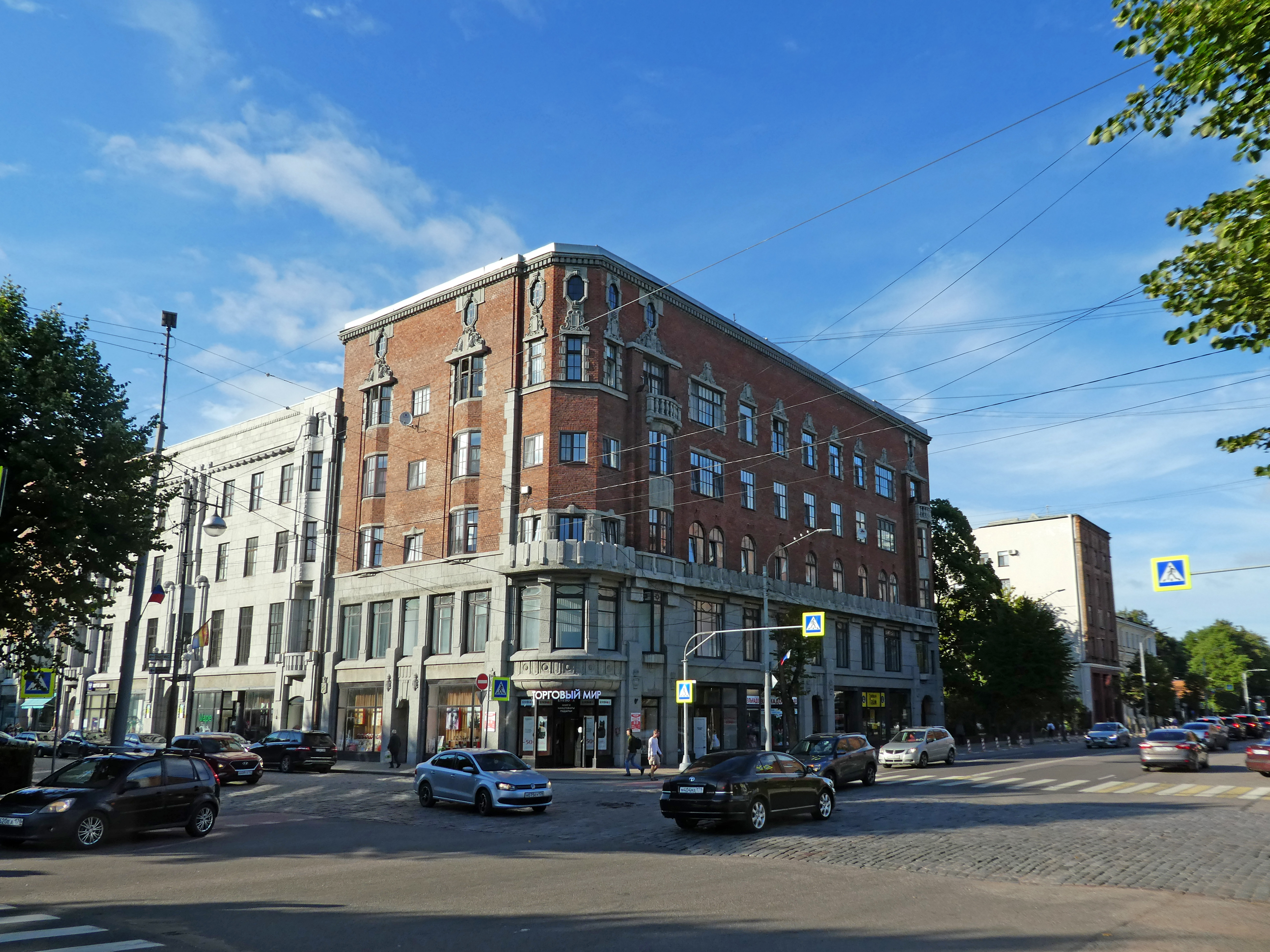
Дом № 10 — часть комплекса банковских зданий — в 2023 году

В период существования Великого княжества Финляндского на русских картах употреблялись названия «Александровская улица» и «Александровский проспект», а на финских — фин. Aleksanterinkatu; с провозглашением независимости Финляндии официальным стал финский вариант. В 1929 году, в рамках кампании по устранению названий, связанных с российским периодом истории Выборга, улица была переименована в Карьяланкату (фин. Karjalankatu, «Карельская»; при этом прежняя Карьяланкату получила название фин. Äyräpäänkatu — ныне улица Акулова).
В начале проспекта, между Соборной и Школьной площадями, в период историзма сформировалась кварталы школьных зданий (таких, как Выборгская центральная народная школа, Шведская женская гимназия, Русская женская гимназия) и центральных казарм. Когда эклектика сменилась модерном, по соседству с ними были возведены здания, украшенные птичьей символикой: жилой дом компании «Пеликан» и «дом с пеликанами». В противоположном конце в начале XX века сложился архитектурный ансамбль Вокзальной площади со зданием вокзала, замкнувшим перспективу Александровской улицы, и внушительным дворцом Пиетинена.

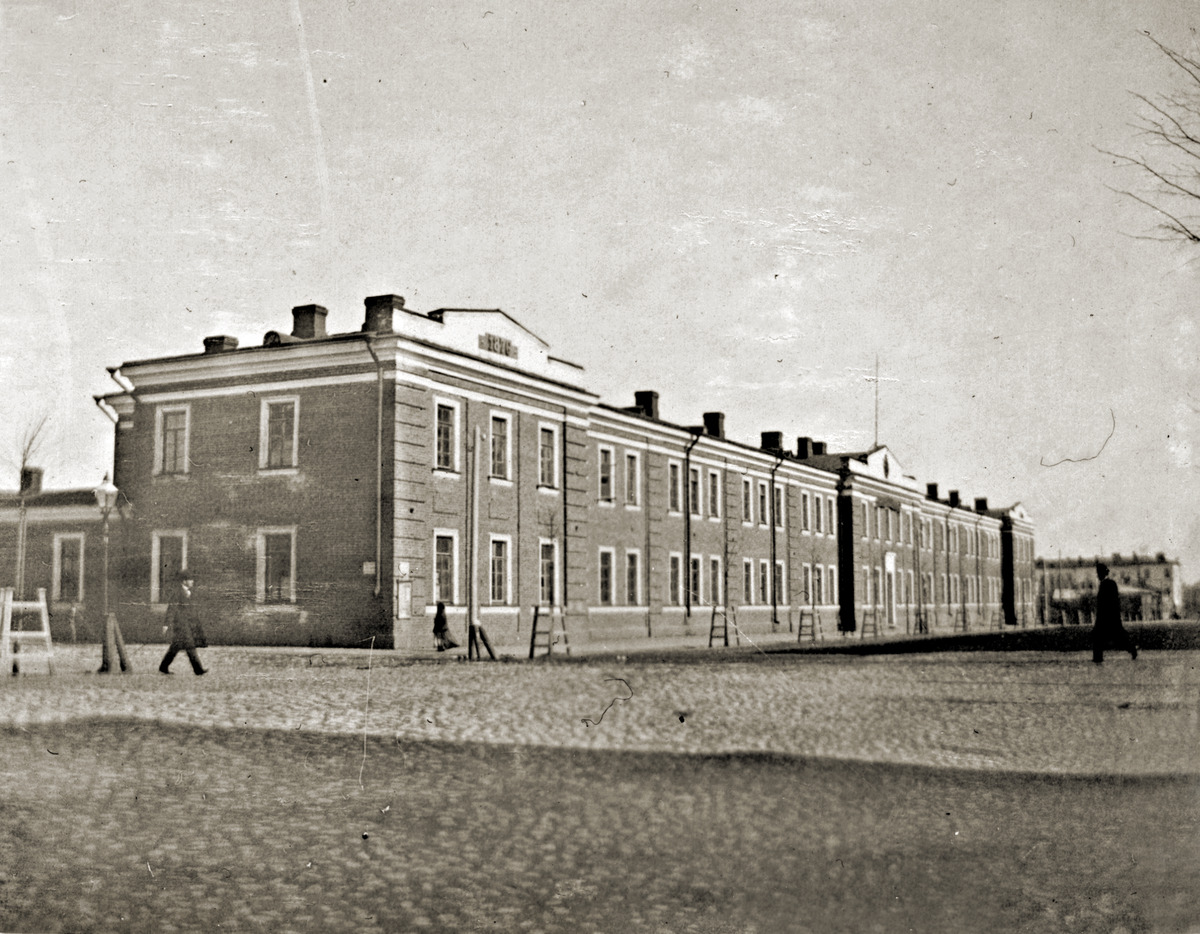
Корпус Центральных казарм в конце XIX века
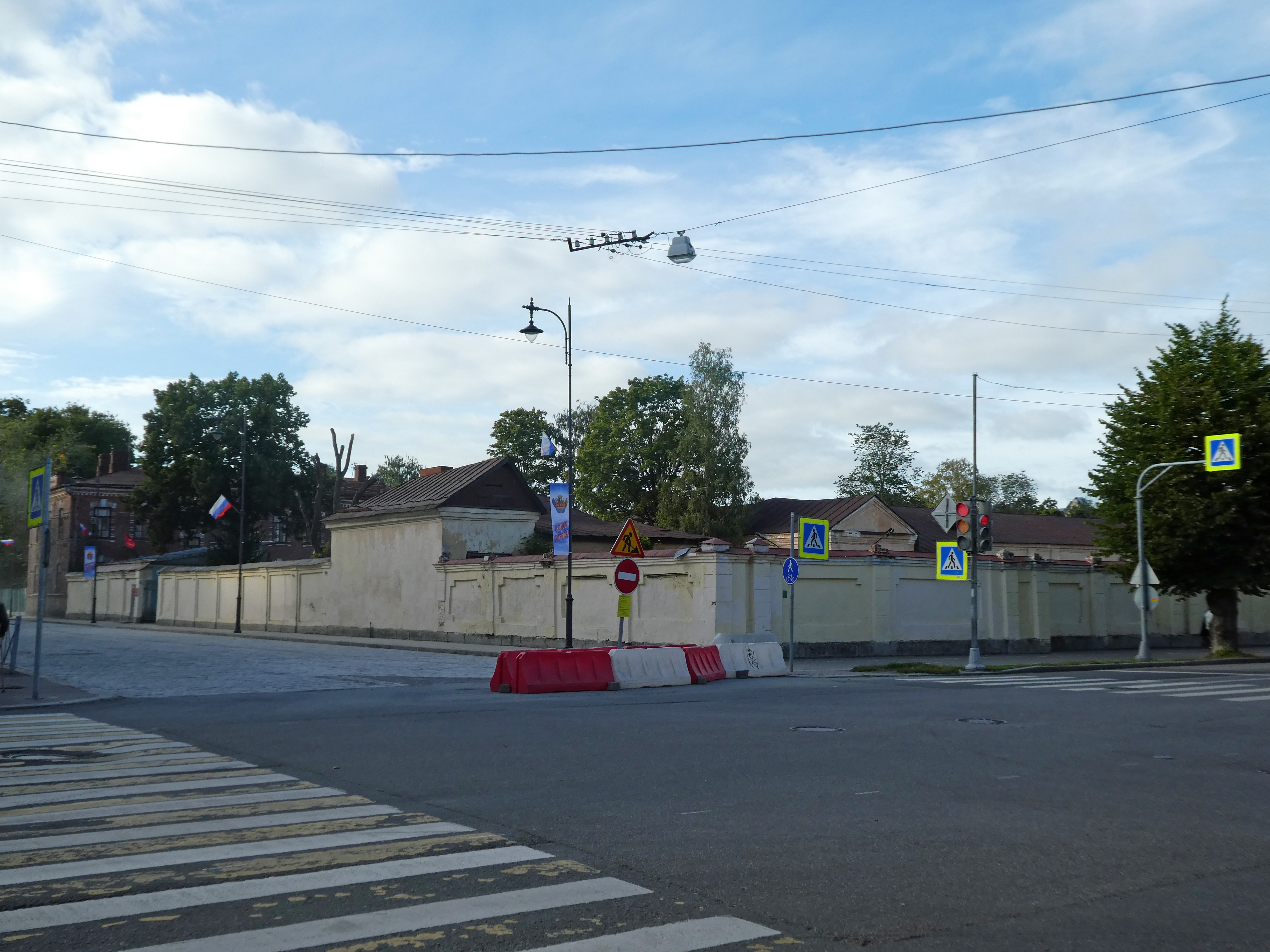
Ограда на месте казарменного корпуса в 2023 году
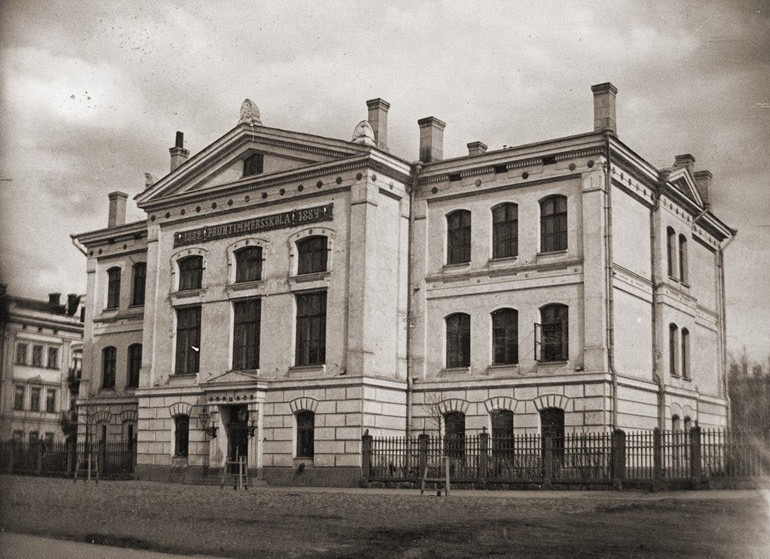
Дом № 11 — шведская женская гимназия в конце XIX века
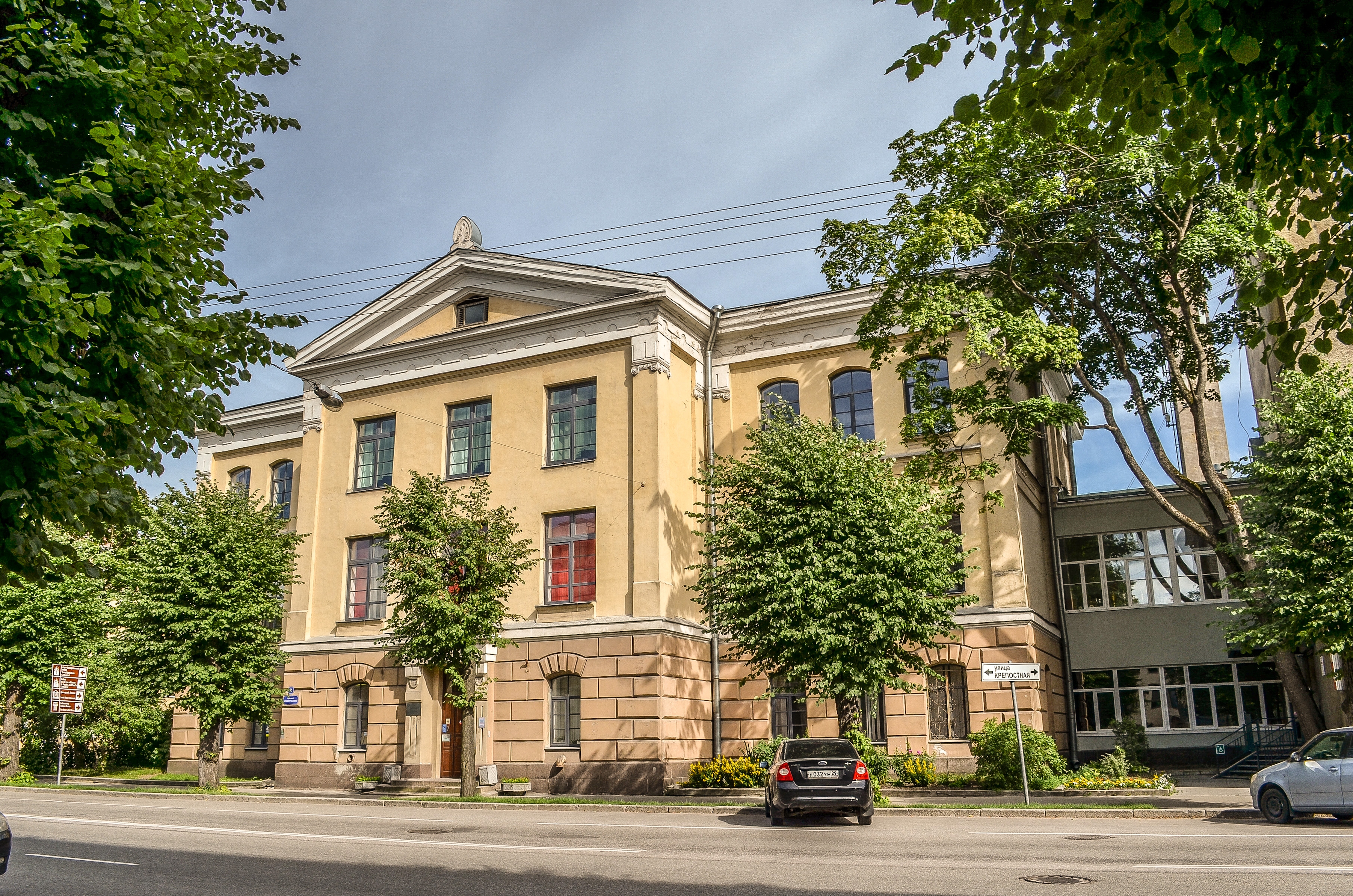
Здание бывшей гимназии в 2018 году

Застройке центральной части улицы, призванной стать главнейшей городской магистралью, власти уделяли повышенное внимание. Длительное время самым заметным зданием здесь была трёхэтажная гостиница «Бельведер». Архитектор Э. Сааринен, посетивший в 1912 году Выборг по приглашению властей для составления экспертного заключения, указывал на целесообразность акцентирования городского центра путём строительства монументальных сооружений в районе парка на пересечении с Торкельской улицей. Но по ряду причин это предложение, активно обсуждавшееся в 1910-х—1920-х годах, не было воплощено в жизнь, и процесс застройки замедлился, хотя и появились выдержанные в общем стиле внушительные краснокирпичные здания коммерческого назначения: Финляндский торговый банк, гостиница «Кнут Поссе», Саво-Карельский акционерный банк. Другой достопримечательностью стал памятник «Лесной юноша».
В боях советско-финских войн (1939—1944) застройка улицы сильно пострадала и лишь частично была восстановлена в послевоенные годы. Многие участки в северной её части остались незастроенными с военного времени. В связи с установкой ограждений Выборгского морского порта и Выборгского хлебокомбината открытый проезд к Выборгскому заливу утрачен.
В период вхождения Выборга в состав Карело-Финской ССР в 1940—1941 годах, когда использовались таблички и вывески на двух языках, Карьяланкату по-русски именовалась Карельской улицей. После того как в ходе Великой Отечественной войны город заняли финские войска, улица снова сменила название: в 1942 году, как и многие другие улицы в городах Финляндии, в честь 75-летия главнокомандующего маршала К. Г. Маннергейма она была переименована в Маннерхейминкату (фин. Mannerheiminkatu). С 1944 года, по итогам Выборгской наступательной операции войск Ленинградского фронта, закрепилось современное название — Ленинградский проспект.
Проспект — часть большого количества автобусных маршрутов. До 1957 года по проспекту пролегал маршрут Выборгского трамвая. Проходившая через северную часть проспекта прибрежная железнодорожная ветка в послевоенное время была разобрана, уступив место разбитому в конце 1950-х годов парку на набережной 40-летия ВЛКСМ. Садово-парковая скульптура «Маленький рыбак» была утрачена.
Со временем старая идея о необходимости акцентирования городского центра в районе проспекта вернулась в обновлённом виде: в соответствии с генеральным планом Выборга, утверждённым в 1986 году, в пустующем с военного времени квартале № 23—31 напротив Большого Ковша предполагалось строительство монументального подковообразного в плане архитектурного комплекса гостиницы и бизнес-центра. Однако этот проект, разработанный архитектором Д. П. Фридляндом, так и не был реализован.
С 1953 года проспект ориентирован на здание железнодорожного вокзала в стиле «триумф». Окончание проспекта перед ним (перекрёсток с Железнодорожной улицей на Вокзальной площади) с 2006 года отмечает «Памятный знак городу Выборгу» работы скульптора В. П. Димова. Памятник представляет собой букву W на части земного шара. Буква увенчана крепостной короной, на которой написано название города на русском, шведском и финском языках: Выборг, Wiborg, Viipuri. А поблизости, в Треугольном сквере, с 2015 года находится одна из статуй медведей с фасада  вокзального здания, разрушенного в военное время. 
С 2008 года, после разделения всей территории Выборга на микрорайоны, Ленинградский проспект относится к Центральному микрорайону города.
Многие здания, расположенные на проспекте, внесены в реестр объектов культурного наследия в качестве архитектурных памятников.

## Изображения

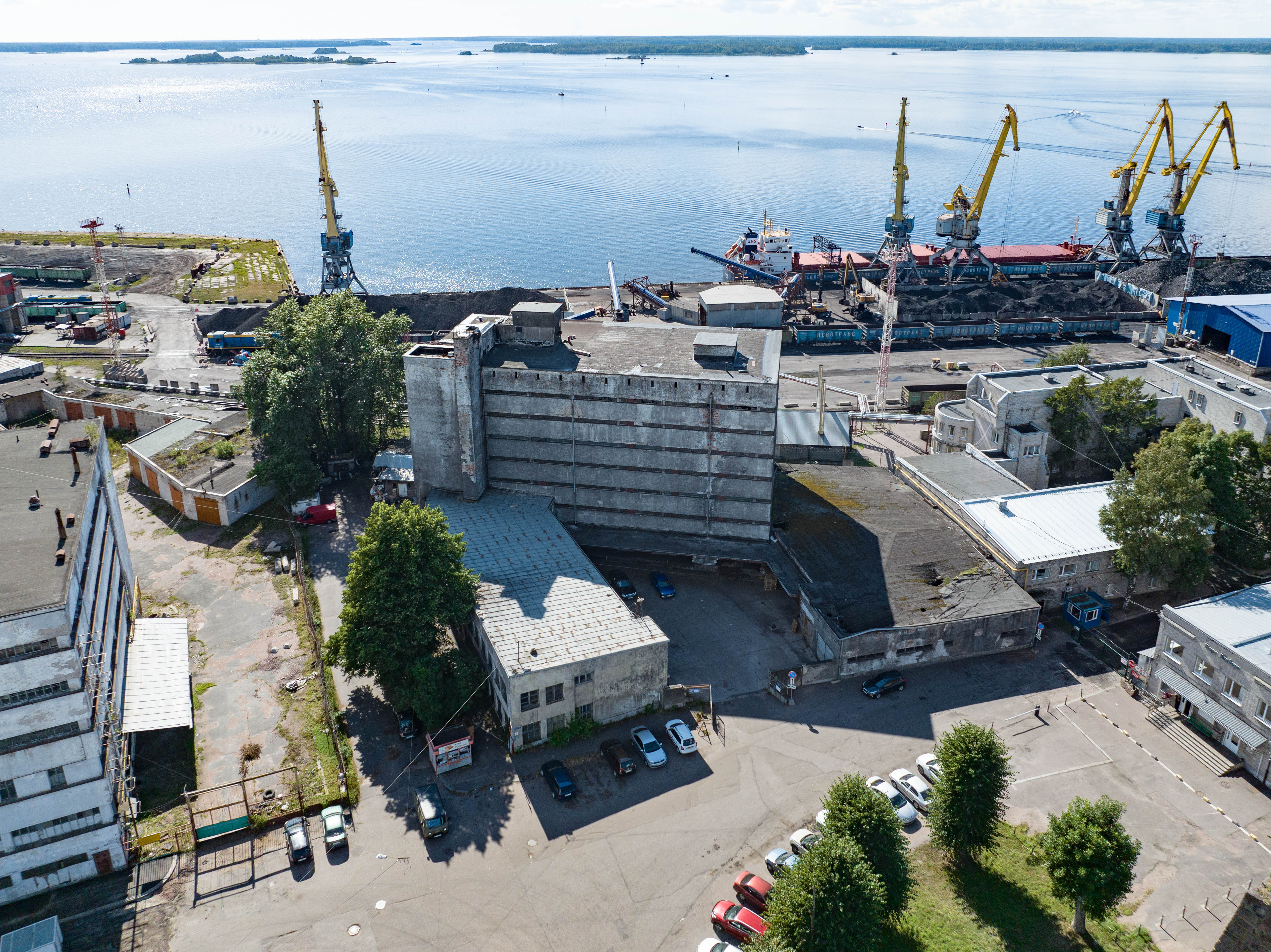
Портовые сооружения и перекрывающее ограждение в начале проспекта
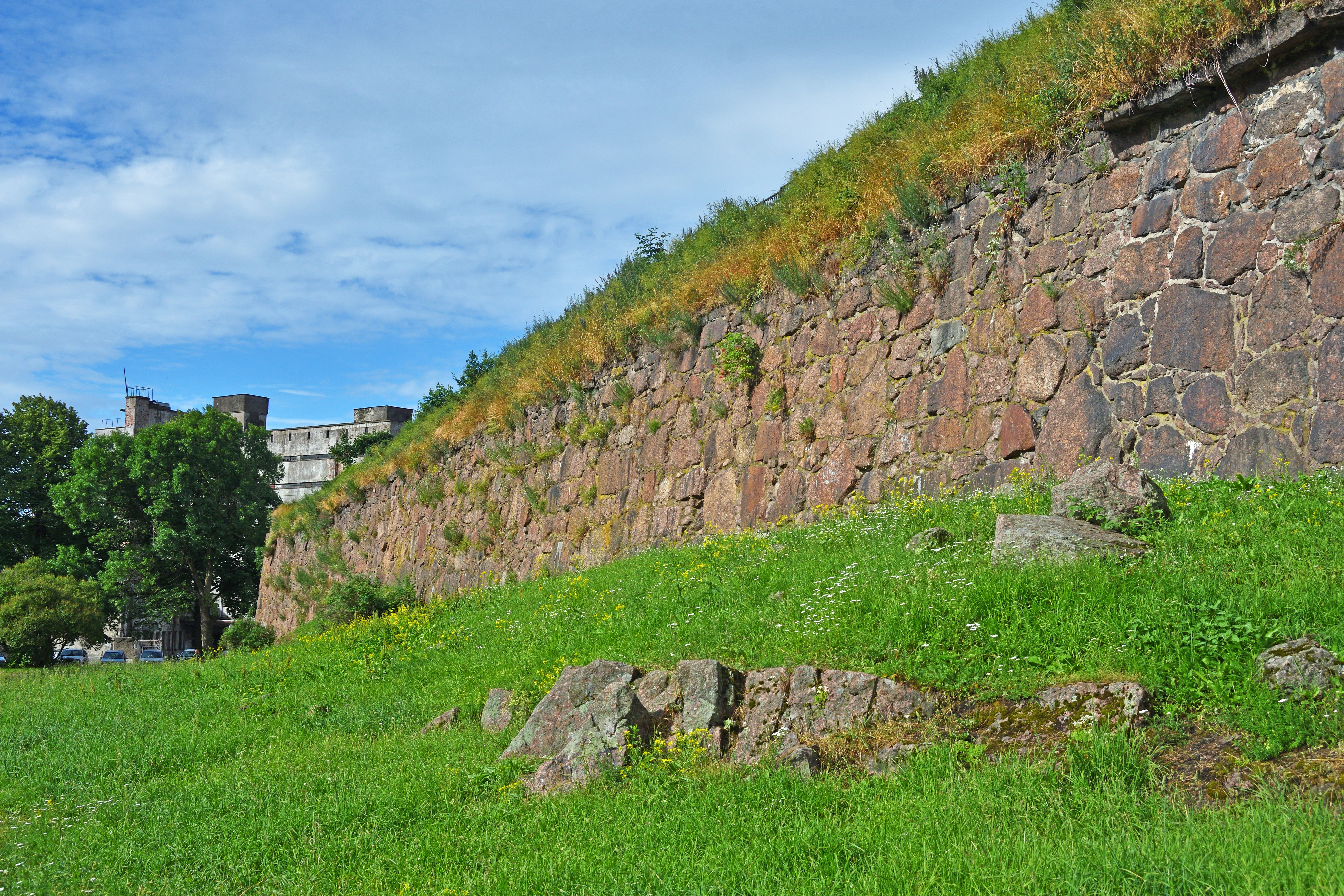
Бастион Панцерлакс
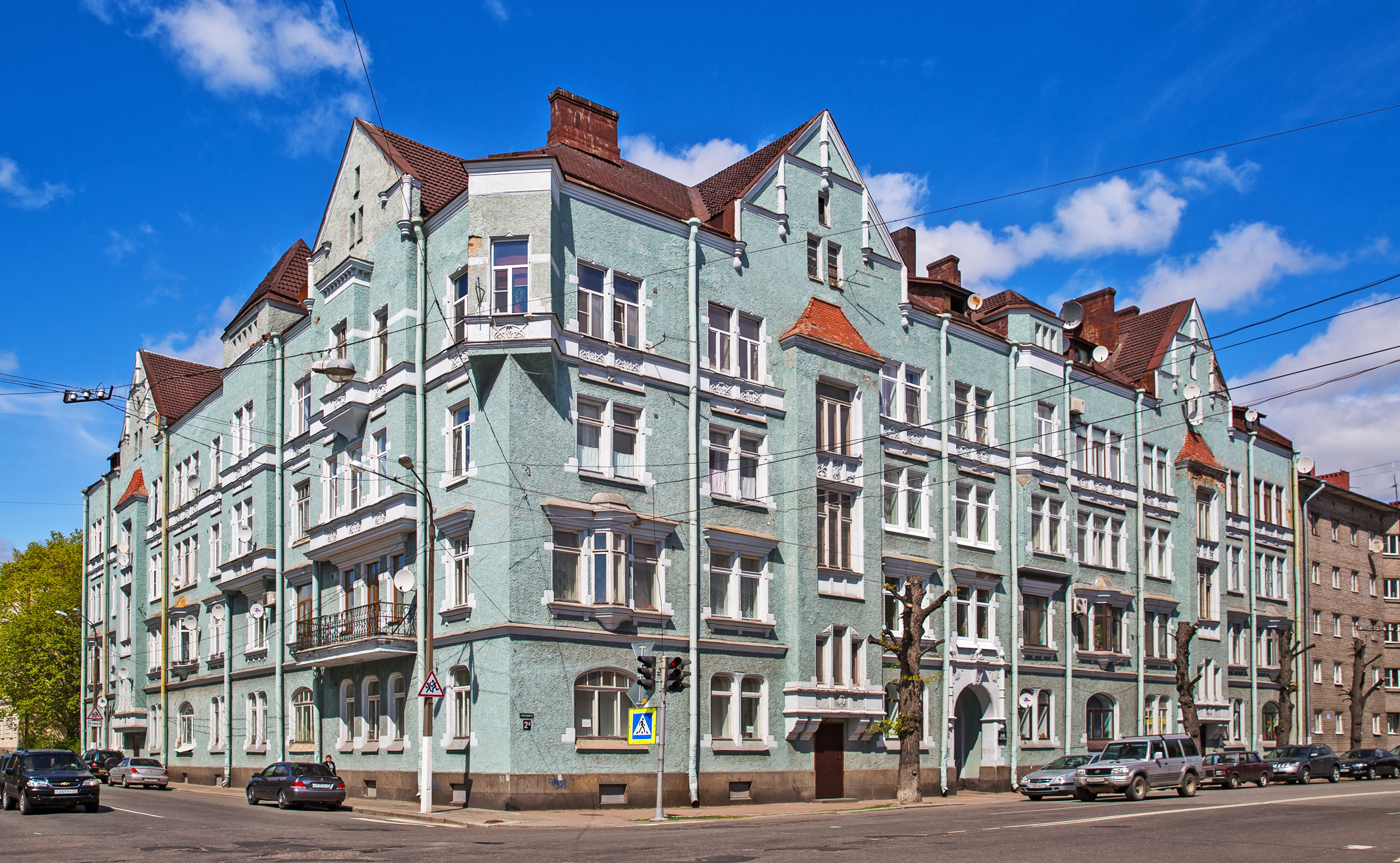
Жилой дом № 2 — бывший дом компании «Пеликан»
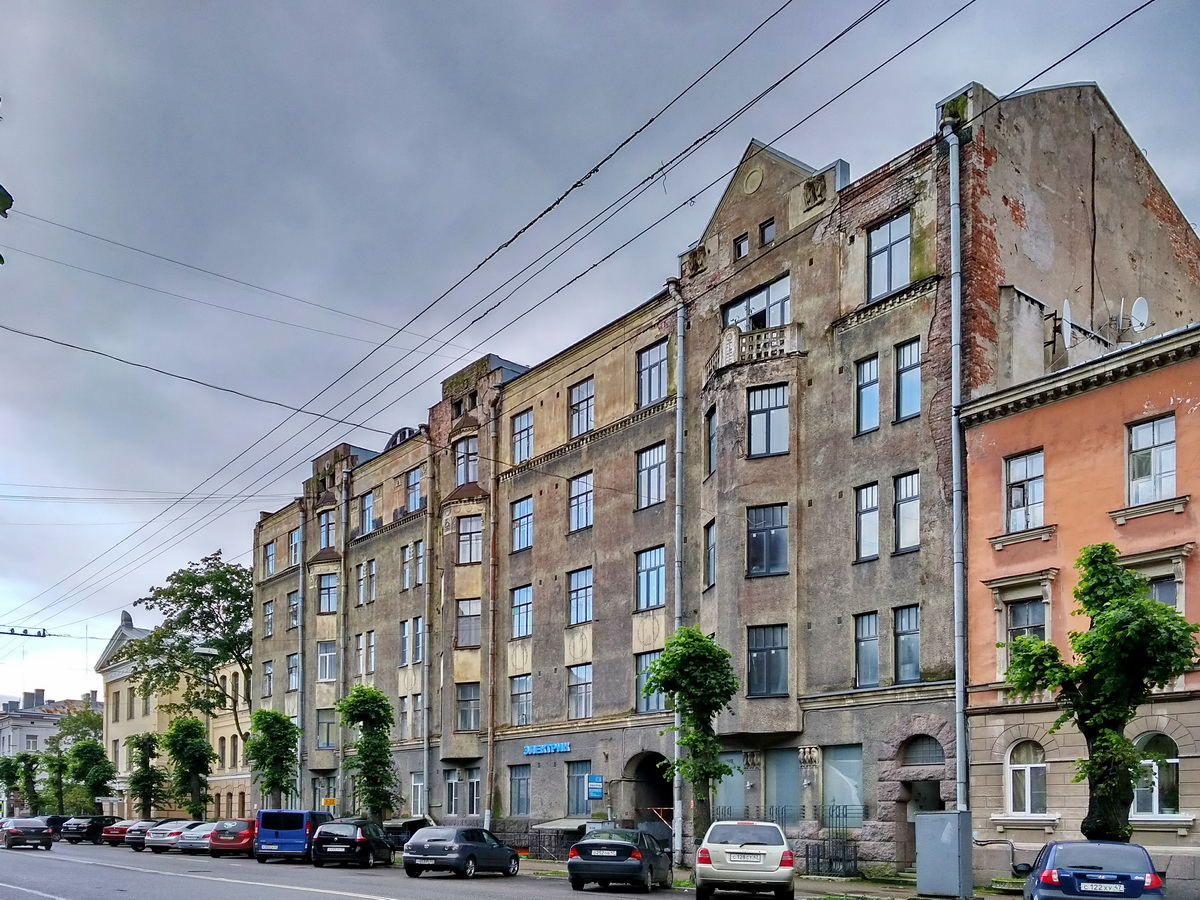
Жилой дом № 9 — бывший дом компании «Альфа»
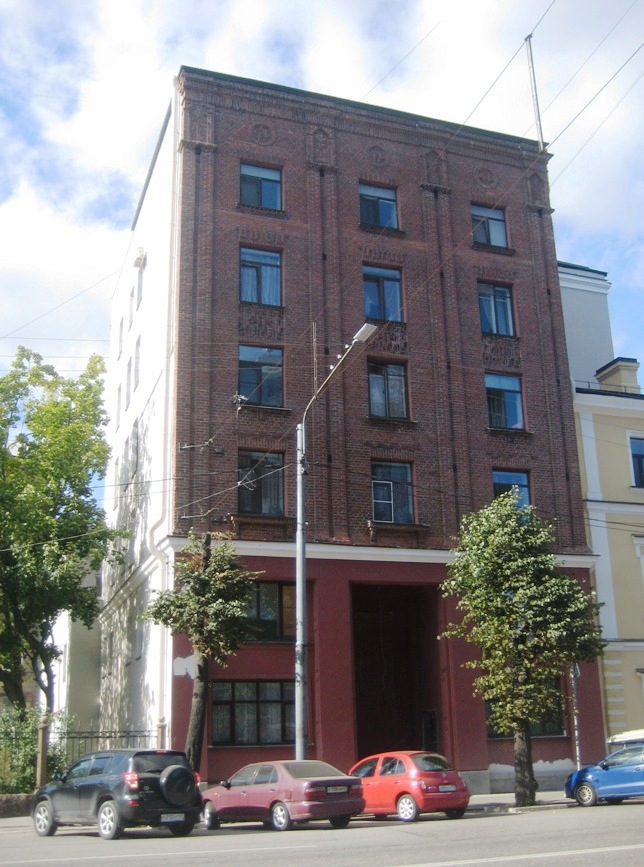
Дом № 14 — бывший Саво-Карельский банк
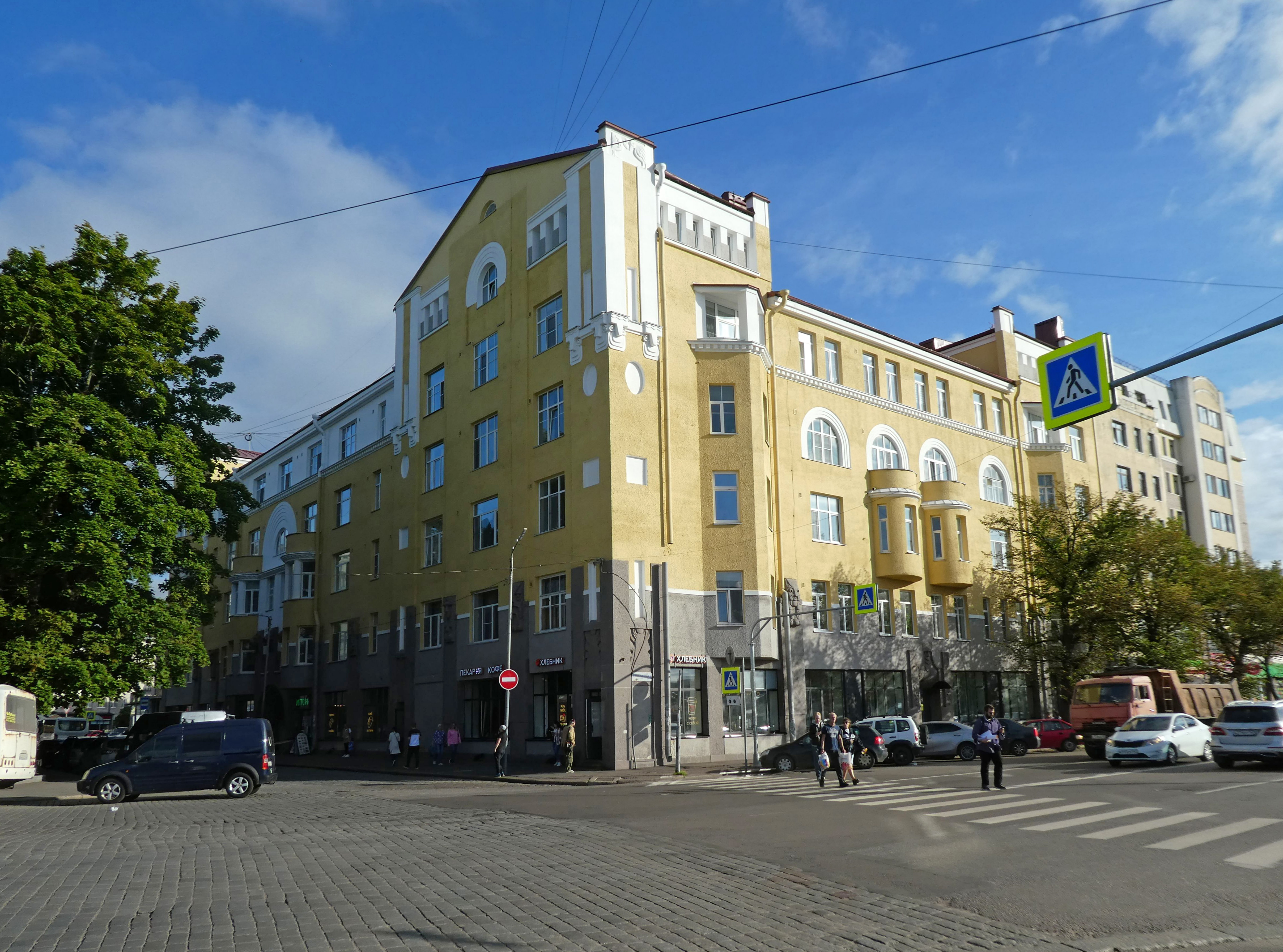
Дом № 31 — бывший «дворец Пиетинена»